# Loren Alfonso
Loren Berto Alfonso Domínguez (La Habana, 28 de julio de 1995) es un deportista cubano que compite por Azerbaiyán en boxeo.
Participó en dos Juegos Olímpicos de Verano, obteniendo dos medallas, bronce en Tokio 2020 (81 kg) y plata en París 2024 (92 kg). En los Juegos Europeos de Minsk 2019 obtuvo una medalla de oro en la misma categoría.
Ganó dos medallas en el Campeonato Mundial de Boxeo Aficionado, en los años 2021 y 2023, y una medalla de bronce en el Campeonato Europeo de Boxeo Aficionado de 2024.

## Palmarés internacional
| Juegos Olímpicos   | Juegos Olímpicos     | Juegos Olímpicos  | Juegos Olímpicos |
| Año                | Lugar                | Medalla           | Categoría        |
| ------------------ | -------------------- | ----------------- | ---------------- |
| 2020               | Tokio (Japón)        | Medalla de bronce | 81 kg            |
| 2024               | París (Francia)      | Medalla de plata  | 92 kg            |
| Campeonato Mundial |                      |                   |                  |
| Año                | Lugar                | Medalla           | Categoría        |
| 2021               | Belgrado (Serbia)    | Medalla de oro    | 86 kg            |
| 2023               | Taskent (Uzbekistán) | Medalla de plata  | 86 kg            |
| Juegos Europeos    |                      |                   |                  |
| Año                | Lugar                | Medalla           | Categoría        |
| 2019               | Minsk (Bielorrusia)  | Medalla de oro    | 81 kg            |
| Campeonato Europeo |                      |                   |                  |
| Año                | Lugar                | Medalla           | Categoría        |
| 2024               | Belgrado (Serbia)    | Medalla de bronce | 92 kg            |